# Ganløse
Ganløse är en ort i Danmark.   Den ligger i Egedals kommun på Själland i  Region Hovedstaden, 23 km nordväst om Köpenhamn. Antalet invånare är 2 895. Närmaste större samhälle är Stenløse, 5 km sydväst om Ganløse. 